# NGC 7034
NGC 7034 is een elliptisch sterrenstelsel in het sterrenbeeld Pegasus. Het hemelobject werd op 17 september 1863 ontdekt door de Duitse astronoom Albert Marth.

## Synoniemen
- UGC 11687
- MCG 2-54-3
- ZWG 426.7
- KCPG 554B
- NPM1G +14.0508
- PGC 66227